# Jamrosat
Ne doit pas être confondu avec Jambosier rouge.
Syzygium jambos, jambosier, Pomme rose
Espèce
Le jamrosat, aussi appelé jambrosade, jambosier, jam-rose ou encore pommier rose ou pomme rose (Syzygium jambos), est une espèce de plantes à fleurs de la famille des Myrtacées. C'est un arbre originaire de la région indo-malaise.

## Description

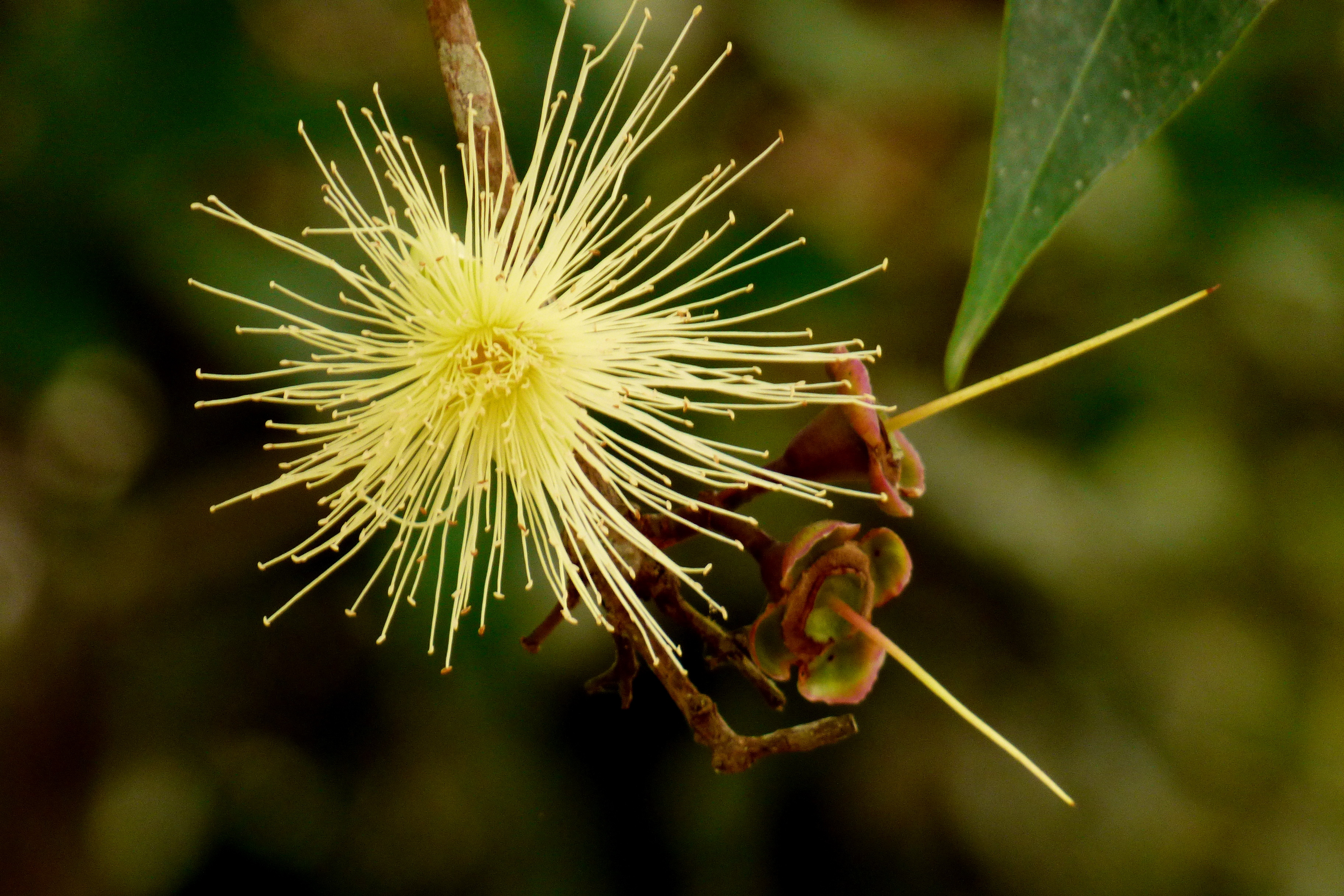
Fleurs.

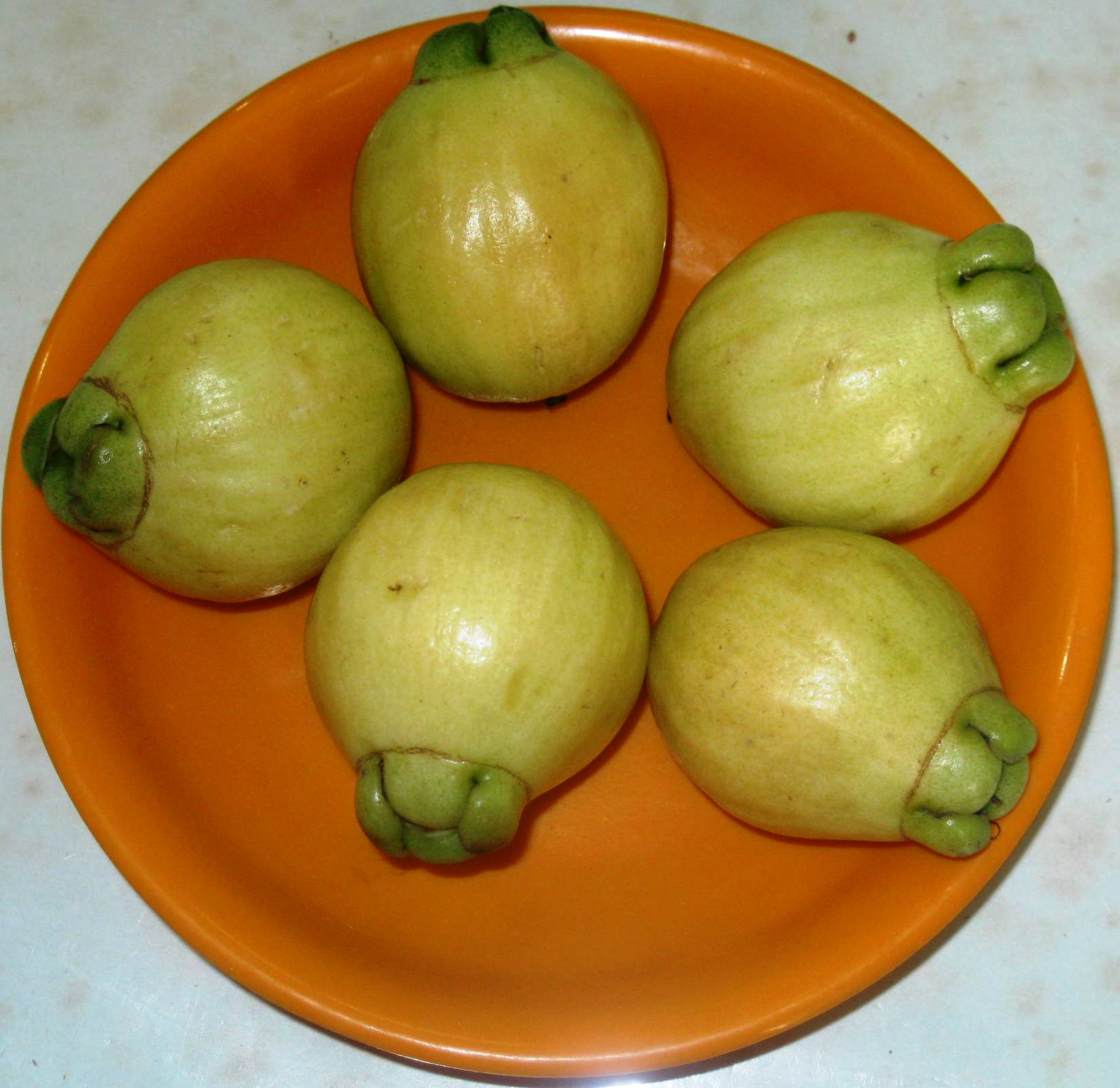
Syzygium jambos, mûrs.

### Aspect général
L'arbre peut atteindre une quinzaine de mètres de hauteur.

### Feuilles

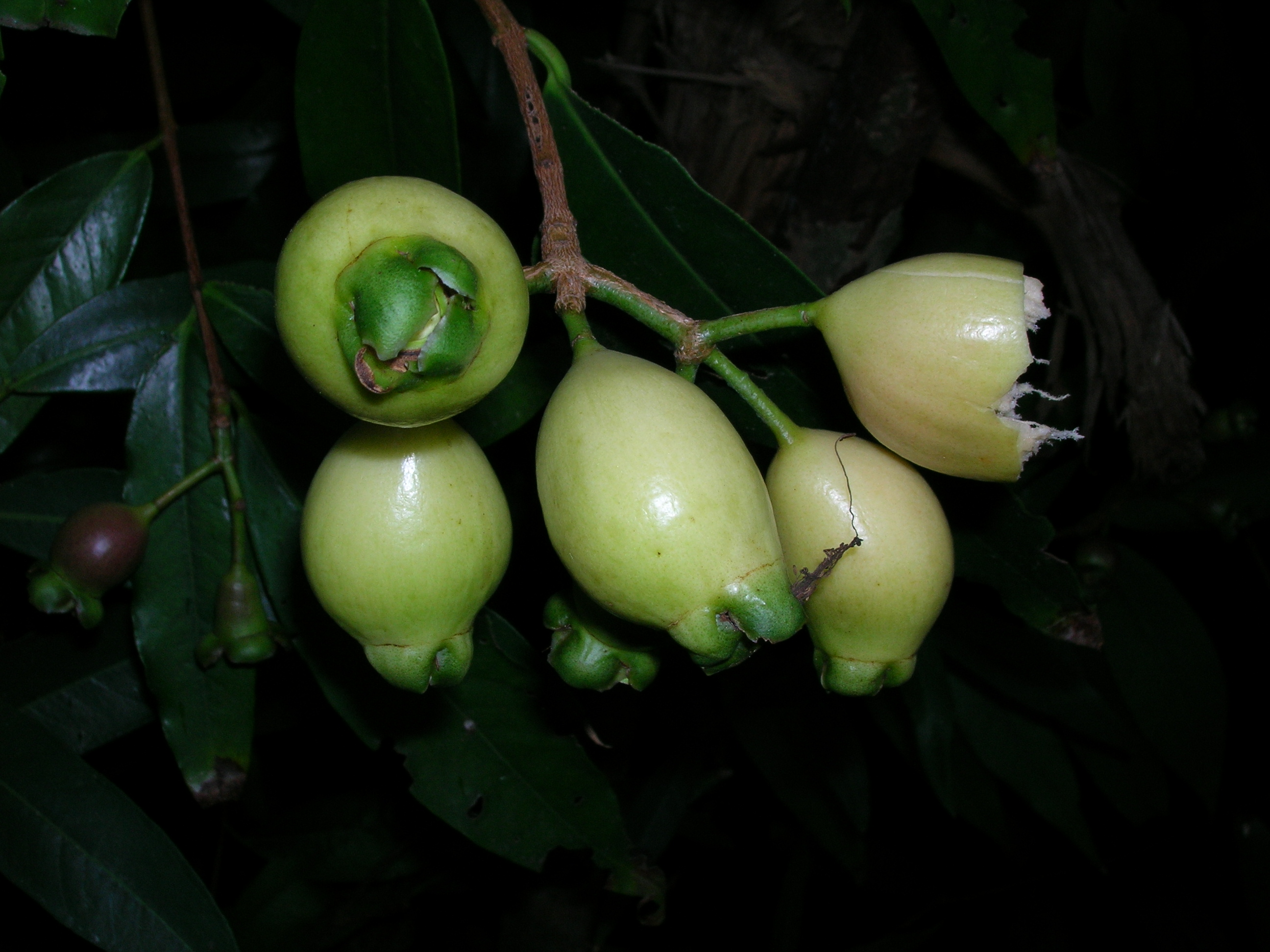
Fruits du jamrosat.

Les feuilles, opposées, sont  lancéolées, longuement acuminées et de couleur vert brillant. Elles mesurent 10 à 23 centimètres de long et 2,5 à 5 centimètres de large. Les jeunes feuilles sont roses à rouges.

### Fleurs
Les fleurs, disposées en bouquets sommitaux, sont caractéristiques des Myrtacées, avec environ 200 spectaculaires étamines de couleur crème.

### Fruits
Le fruit est une baie de 3 à 5 cm de diamètre, pouvant aller du jaune pâle au rouge foncé, dont les tissus internes se distendent formant ainsi un fruit « creux » contenant souvent une graine unique devenue libre comme dans un grelot. Le fruit est comestible. La chair a la consistance d'une pomme croquante et peut avoir le parfum de la rose, d'où les noms qui sont attribués tant à l'arbre qu'à son fruit. Ce dernier peut être consommé cru ou servir à des préparations de liqueurs parfumées.

## Distribution
Originaire de la région indo-malaise, l'espèce a été introduite dans de nombreuses régions tropicales comme arbre fruitier.
Elle affectionne les climats chauds et humides ou, lorsque le climat est un peu plus sec, se cantonne dans les ravins ombragés ou près des cours d'eau.

### Caractère envahissant
L'espèce montre un caractère envahissant très fort, notamment à La Réunion et en Nouvelle-Calédonie. Elle supplante alors les formations végétales naturelles indigènes.
En Nouvelle-Calédonie, elle envahit les forêts intactes ; son impact dans la zone de Farino et Sarraméa est important.

## Dénomination
En vieux sanskrit, l'Inde actuelle était appelée par les Indiens eux-mêmes Jambudvipa, qui signifie "pays des jamrosats" (jambu = jamrosat ; dvipa = pays). En khmer, le fruit est appelé "dak-mei" (ដកម៉ៃ).